# Procesión General del Santo Entierro (Zaragoza)
La Procesión General del Santo Entierro de Cristo es el origen de los cortejos procesionales en la ciudad de Zaragoza. Es la procesión más antigua de la ciudad y el acto más multitudinario de la Semana Santa en Zaragoza.

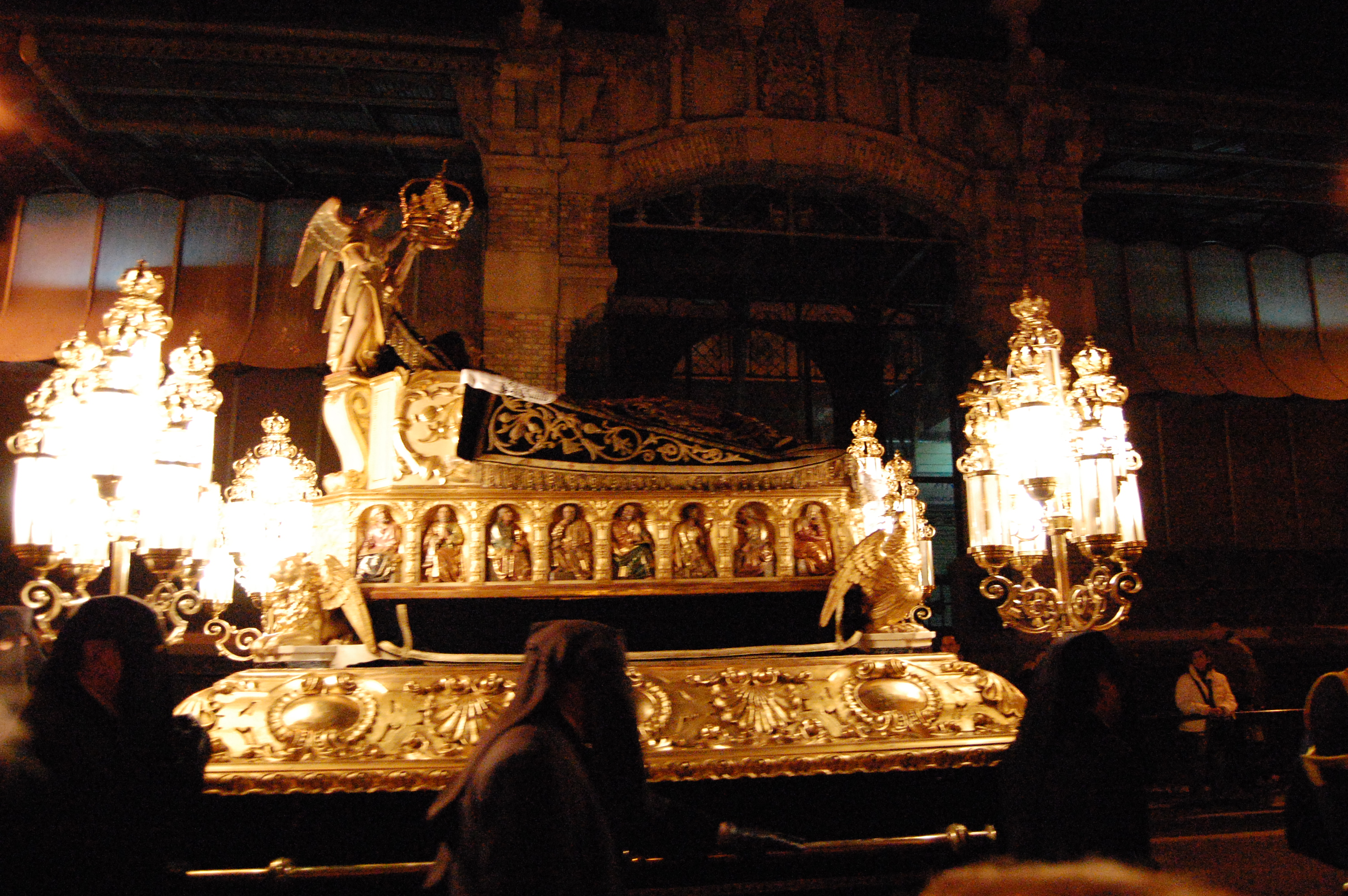
Cristo de la Cama.

Data de 1617 y está organizada por la Hermandad de la Sangre de Cristo. Esta procesión sale de la Iglesia de Santa Isabel de Portugal, el día de Viernes Santo. El Santo Entierro de Cristo se mantendría prácticamente invariable durante cientos de años hasta que a partir de comenzar la Segunda República Española comenzaron a producirse incidentes y ataques al cortejo procesional. En el año 1935 unos voluntarios tuvieron que sacar el paso de la Piedad, tras la huelga de terceroles y la explosión de una bomba durante la procesión lo que daría origen a la fundación de la primera cofradía penitencial en 1937, ya que hasta entonces sólo existía la representativa y propia de la procesión del Viernes Santo (Santo Entierro). Desde entonces y hasta el año 2017 han surgido 24 cofradías penitenciales más que se encuentran encuadradas en la Junta Coordinadora de Cofradías de Zaragoza y que participan en la procesión General del Santo entierro de Viernes Santo siendo la  hermandad de la Sangre de Cristo la que lo organiza.
.
En esta procesión se concentran más de cinco mil instrumentos musicales, en su mayoría tambores, bombos y timbales que llegaron en los años 40 del siglo XX desde el Bajo Aragón de la mano de la Cofradía de las siete Palabras.

## Orden procesional
Las 25 cofradías y hermandades en Zaragoza pertenecientes a la Junta Coordinadora de Cofradías que por orden de aparición en la procesión del Santo entierro son:
- Real Hermandad de Cristo Resucitado y Santa María de la Esperanza y del Consuelo (1976)
- Cofradía de la Entrada de Jesús en Jerusalén (1938)
- Cofradía de la Institución de la Sagrada Eucaristía (1946)
- Cofradía de Nuestro Señor en la Oración del Huerto (1942)
- Real y Calasancia Cofradía del Prendimiento del Señor y el Dolor de la Madre de Dios (1947)
- Cofradía de Jesús de la Soledad ante las Negaciones de San Pedro y de San Lamberto (2017)
- Hermandad y Cofradía de Nazarenos de Nuestro Señor Jesús de la Humildad entregado por el Sanedrín y de María Santísima del Dulce Nombre (1993)
- Real, Pontificia, Antiquísima, Ilustre, Franciscana y Penitencial Hermandad y Cofradía del Señor Atado a la Columna y de Nuestra Señora de la Fraternidad en el Mayor Dolor (1940)
- Cofradía de la Coronación de Espinas (1951)
- Cofradía del Santísimo Ecce Homo y Nuestra Señora de las Angustias (1948)
- Cofradía de Jesús de la Humillación, María Santísima de la Amargura, San Felipe y Santiago el Menor (1991)
- Real, Muy Ilustre y Antiquísima Cofradía de la Esclavitud de Jesús Nazareno y Conversión de Santa María Magdalena (1759)
- Cofradía de Jesús Camino del Calvario (1938)
- Cofradía de Nuestra Señora de la Asunción y  Llegada de Jesús al Calvario (1953)
- Hermandad de Cristo Despojado de sus Vestiduras y Compasión de Nuestra Señora (2007)
- Cofradía de Cristo Abrazado a la Cruz y de la Verónica (1992)
- Cofradía de la Exaltación de la Santa Cruz (1987)
- Cofradía de las Siete Palabras y de San Juan Evangelista (1940)
- Cofradía de Nuestro Padre Jesús de la Agonía y Nuestra Señora del Rosario en sus Misterios Dolorosos o del Silencio (1944)
- Cofradía de la Crucifixión del Señor y de San Francisco de Asís (1952)
- Cofradía del Descendimiento de la Cruz y Lágrimas de Nuestra Señora (1939)
- Cofradía de Nuestra Señora de la Piedad y del Santo Sepulcro (1937)
- Congregación de Esclavas de María Santísima de los Dolores (1866)
- Hermandad de San Joaquín y de la Virgen de los Dolores (1949)
- Muy Ilustre, Antiquísima y Real Hermandad de la Preciosísima Sangre de Nuestro Señor Jesucristo y Madre de Dios de Misericordia (1280)

Cierran el cortejo miembros de la Hermandad de la Sangre de Cristo, con su sección de la guardia romana y acompañan autoridades civiles y militares de la ciudad.

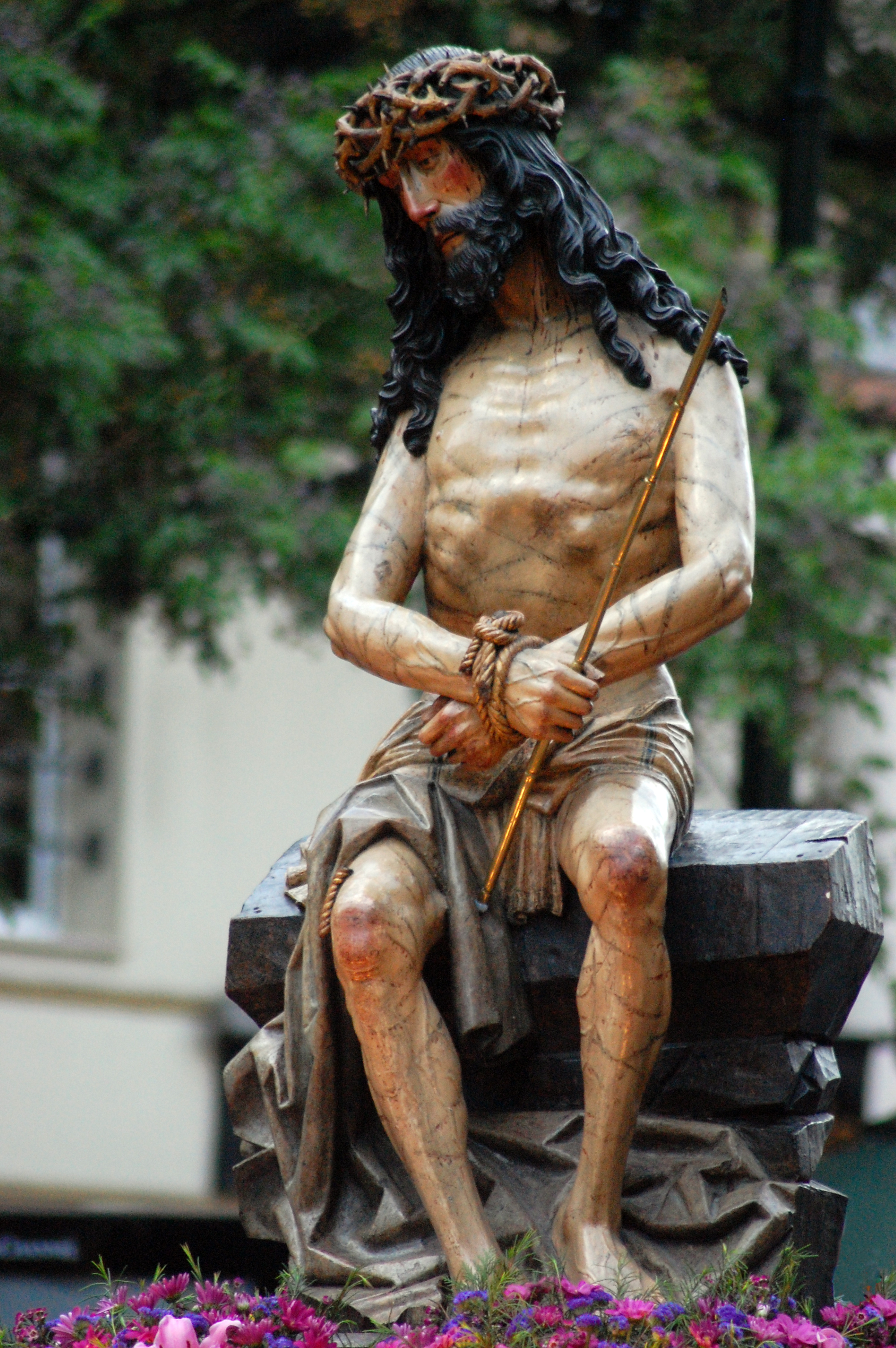
Santísmo Ecce Homo